# Oscar Arizaga
Oscar Gilberto Arizaga (ur. 20 sierpnia 1957, zm. 26 czerwca 2023) – peruwiański piłkarz grający na pozycji obrońcy.

## Kariera klubowa
W swojej karierze piłkarskiej Arizaga był zawodnikiem zespołu Atlético Chalaco Callao.

## Kariera reprezentacyjna
W 1982 roku Arizaga został powołany przez selekcjonera Tima do kadry na Mistrzostwa Świata w Hiszpanii. Tam był rezerwowym i nie rozegrał żadnego spotkania.